# Easy driver
easy driver（イージードライバー）は、パナソニック システムネットワークスと日本システムウエアが共同開発・共同販売していたマルチメディア系オーサリングツール。企業内の教育訓練を動画マニュアル（ビジュアルマニュアルとも言う）を用いて効率化するため、その制作用ツールとして開発された。2016年現在、パナソニック側の新規販売は終了したが、日本システムウエア側は販売継続している。

## 概要
開発経緯は、松下電送システム（パナソニック　システムネットワークスに統合）が2001年、同社の開発リードタイム短縮手段として、日本システムウエアと共同開発した事に始まる。同社新製品の試作機が完成する前に、3D設計モデルなどを用いて製造組立指図書を制作し組立研修訓練を実施することで、開発リードタイム短縮を実現する事を目指して開発された。主な特長は次のとおり。 

### 極めてシンプルな編集操作
プログラム言語を用いず、画像や音声・テキストなどのアイコンをマウスで配置するだけで動画マニュアルを制作・上映できる構成である。これは、製造現場には社外秘内容が多く、動画マニュアル制作を外部委託すると秘密保持・時間・費用面で課題が生じかねないので、製造現場担当者自身が容易に動画マニュアルを制作できることを目指したからである。そのためバージョンアップの内容の多くは「編集操作のさらなる容易化」、「編集時間のさらなる短縮化」に充てられた。 

### 無料の閲覧専用ソフト
制作した動画マニュアルは、閲覧専用ソフトを用いる。この閲覧専用ソフトは無料かつインストール不要である（インストールすることも可能）。 

### 活用ノウハウも提供すること
ツールの販売だけでなく、その活用ノウハウも提供していた。こうした事例は稀であり、e-Meister活動（日立製作所）、easy driverなどに限られる。

## 製品群
最新版の「easy driver Ver6.1」は、以下の複数モジュール群で構成される。

### ED-Designer
easy driver製品群の核となるマルチメディアオーサリングツール。編集操作は、素材ファイル（動画・静止画・音声・テキスト・OLE・他のeasy driver作品等）をED-Designerへ登録（ドラッグ＆ドロップ）したうえで、画面上に配置（ドラッグ＆ドロップ）する。これら一連の操作により、素材ファイルはアイコン化されかつ自動的にフローチャート化される。 素材の表示順番変更は、フローチャート上で素材アイコンの配列を変更することで容易に実現できる。またコントロールアイコンと呼ばれる18種類の特殊命令を素材アイコンと組み合わせる事で、画面の切り換えや条件分岐が可能である。 完成した作品を再生閲覧する際には、このフローチャートに基づき、各素材ファイルが指定された位置・大きさ・タイミング・指定時間範囲で再生表示される。すなわち、ED-Designerは「可視化されたインタプリタ言語の一種」とも言える。なおeasy driverは、そのライセンスの管理にアラジン社製HASP（USB型のDRMの一種）を採用している。（ED-Viewerを除く）

### ED-Viewer
閲覧専用ソフトウェア。無償であり、ED-Designerに同梱される。ED-Viewerはインストール不要（インストールも可能）で、コンテンツに添付する事で、再生用パソコン側で即閲覧開始できる。ED-Viewerは Microsoft Windows用と、Internet Explorer用（ActiveX版）がある。

### ネットワークライセンス
easy driverのライセンスを遠隔地で使いまわすためのソフトウェア。アラジン社が提供するネットワークライセンスマネージャー用ソフトをサーバー上で動作させて、ライセンス情報を管理する。

### EDD2EDV
コンテンツをマージ（１ファイル化）するソフトウェア。ED-Designerは一般的に、素材ファイルをリンクしたまま保持するが、これを１ファイル化することで、素材の個別閲覧や改ざんを防いだり、コンテンツをInternet ExplorerやPDMシステムで直接再生できる。素材ファイルを個別指定してマージ対象から除外することも可能である。

### インターネット対応
ED-Designerを用いて作成した作品をHTML形式で出力するモジュール。閲覧にはInternet Explorerを用い、ActiveX版ED-Viewerをプラグインして再生する。

### NaviControl
シナリオファイルの画面切替タイミングを、別のアプリケーションから制御可能にするモジュール。

## バージョン
- easy driver Ver1.0 (2002年4月発表、同年7月発売)
- easy driver Ver1.1 (2003年2月発売、PNGファイル対応他)
- easy driver Ver1.5 (2003年4月発売、主に不具合修正)
- easy driver Ver2.0 (2003年8月発売、再編集機能を強化、英語版同時発売)
- easy driver Ver2.1 (2003年12月発売、EDD2EDV追加)
- easy driver Ver3.0 (2004年11月発売、再編集機能を強化)
- easy driver Ver4.0 (2005年10月発売、営業施策で機能を分割販売)
- easy driver Ver5.0 (2007年4月発売、パスワード機能追加、他)(2007年7月、英語版追加)
- easy driver Ver5.2 (2008年11月発売、Windows Vista対応)(2010年5月、Windows 7対応追加)
- easy driver Ver6.0 (2011年2月発売、再編集機能を強化)(2011年3月、英語版追加)
- easy driver Ver6.1 (2012年9月発売、64bitOS対応他)(英語版同時発売)